# Iglesia de la Compañía (Santiago de Chile)

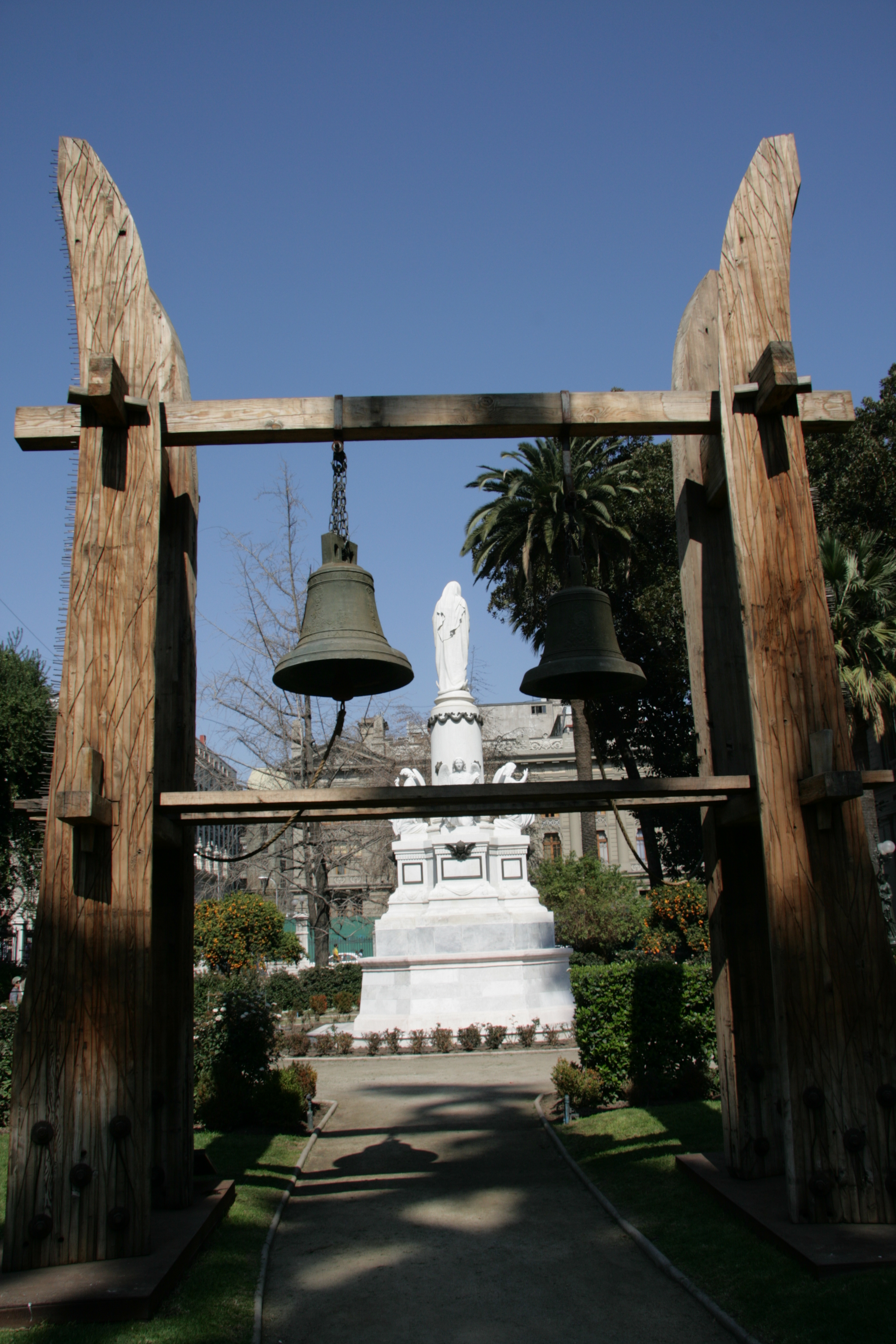
En el lugar donde se ubicaba la iglesia existe un monumento en homenaje a las víctimas del incendio, y se exhiben algunas de las campanas originales del templo.

La iglesia de la Compañía de Jesús fue una iglesia católica de Santiago, la capital de Chile, ubicada a una cuadra al poniente de la Plaza de Armas de Santiago, en la esquina norponiente de las actuales calles Compañía —nombrada de este modo por el templo— y Bandera, donde hoy se encuentran los jardines del edificio del ex Congreso Nacional de Chile.

## Historia
Originalmente construida entre 1595 y 1631, la iglesia de la Compañía de Jesús reemplazó la capilla provisoria levantada por los jesuitas en 1593.
Era una de las más concurridas por la población santiaguina del siglo XIX y un lugar estratégico de la sociabilidad de Santiago. Los altos prelados elevaban sus prédicas desde un púlpito allí ubicado; la torre marcaba el tiempo de la ciudad con uno de los pocos relojes que existían en ese entonces; pobres y ricos acudían a orar y clamar a Dios; y los más devotos la ocupaban como centro de distintas asociaciones piadosas.
A pesar de ser un lugar sagrado, esta iglesia no se libró de los infortunios provocados por la naturaleza. Diversos terremotos que afectaron a la ciudad de Santiago (1647 y 1730) echaron abajo o dañaron su infraestructura; además, un incendio ocurrido el 31 de mayo de 1841 dejó el templo parcialmente en ruinas. Sin embargo, el edificio fue reconstruido una y otra vez en la misma ubicación, la esquina de las calles Compañía y Bandera. Esta costumbre fue interrumpida tras el voraz incendio del 8 de diciembre de 1863, cuyas noticias fueron comentadas, muchas veces con juicios o argumentos pro o anticatólicos, incluso en Europa, Estados Unidos y Australia.